# Bruno Bruni (atleta)
Bruno Bruni (San Vito al Tagliamento, 18 settembre 1955) è un ex altista italiano.
I suoi risultati migliori sono il quinto posto agli Europei indoor del 1977 a San Sebastiano e del 1979 a Vienna, il quarto posto in Coppa Europa di Helsinki del 1977 e il quarto posto alle Universiadi di Sofia dello stesso anno. Inoltre è stato autore di due record italiani.

## Record nazionali
- Genova 1979: 2,26 m (indoor).
- Bologna 1979 2,27 m.

## Risultati
| Anno | Età | Risultato | Gare importanti                         | Città                         | Commenti                            |
| ---- | --- | --------- | --------------------------------------- | ----------------------------- | ----------------------------------- |
| 1971 | 16  | 1.83      |                                         |                               |                                     |
| 1972 | 17  | 1.93      |                                         |                               |                                     |
| 1973 | 18  | 2.08      |                                         |                               |                                     |
| 1974 | 19  | 2.13i     |                                         |                               |                                     |
| 1975 | 20  | 2.15      |                                         |                               |                                     |
| 1976 | 21  | 2.20      |                                         |                               |                                     |
| 1977 | 22  | 2.22i     | Europei indoor Coppa Europa Universiadi | San Sebastiano Helsinki Sofia | 5º con 2.19 4º con 2.20 4º con 2.16 |
| 1978 | 23  | 2.23      | Europei Europei indoor                  | Praga Milano                  | 13º con 2.15 11º con 2.15           |
| 1979 | 24  | 2.27      | Europei indoor Universiadi              | Vienna Città del Messico      | 5º con 2.21 5º con 2.21             |
| 1980 | 25  | 2.24      | Europei indoor                          | Sindelfingen                  | 11º con 2.19                        |
| 1981 | 26  | 2.24      | Universiadi                             | Bucarest                      | 14º con 2.14                        |
| 1982 | 27  | 2.16      |                                         |                               |                                     |
| 1983 | 28  | 2.15      |                                         |                               |                                     |
| 1984 | 29  | 2.20      |                                         |                               |                                     |
| 1985 | 30  | 2.16      |                                         |                               |                                     |
| 1986 | 31  | 2.16      |                                         |                               |                                     |
| 1987 | 32  | 2.05      |                                         |                               |                                     |
| 1988 | 33  | 2.06      |                                         |                               |                                     |